# Trouble in Tahiti
Trouble in Tahiti é uma ópera em um ato com sete cenas, composta por Leonard Bernstein com um libretto em inglês, também escrito pelo compositor. A ópera dura aproximadamente quarenta minutos. Bernstein posteriormente escreveu uma ópera para dar sequência, A Quiet Place.
Sua estreia aconteceu na Universidade Brandeis, em Waltham, Massachusetts em 12 de junho de 1952.

## Antecedentes
Musicalmente, Bernstein usou muitos dos seus estilos mais conhecidos. A primeira ária da heroína é uma saudosa melancolia que nos lembra os primeiros trabalhos de Aaron Copland.
Existem apenas dois personagens, o casal Sam e Dinah. É frequentemente citado um garoto, mas ele não é ouvido. A ópera é sempre apresentada com poucos cenários e roupas bem simples.
Muito pouco pode-se falar do enredo. É a história de um dia de pessoas infelizes. Os personagens sempre estão na mesma situação: a do começo da ópera e poucos minutos depois a ópera chega ao fim sem nenhuma solução para seus problemas.
A ópera possui um coro de apenas três integrantes e Bernstein refere-se a ele como "um coro grego nascido de um comercial de rádio".
Bernstein tentou fazer que sua ópera fosse a mais real possível. Ele queria que todos acreditassem nela. Ele foi em muitos lugares e disse "Toda a música da ópera tem o jeito do povo americano, suas gírias e vícios de linguagens".
Houve rumores de que a ópera fosse baseada na história de Bernstein com sua nova affair, Felicia Monealegre, mas o mais plausível rumor é de que seja baseada na história de vida de seu pai e de sua mãe.

## Sinopse
A ópera se abre com uma música feliz e com o coro entrando e cantando. A ação acontece no meio do almoço do casal. Dinah diz que seu filho, Junior, tem uma apresentação na escola, mas Sam relata que não pode ir pois terá um jogo no mesmo horário. Na cena seguinte, o encantador Sam é mostrado em seu escritório, lidando com clientes e depois que ele fala com cada cliente, o coro canta para seu gênio e competências empresariais.
Dinah vai ao médico e, ao sair do consultório, esbarra com Sam. Ambos inventam histórias para não almoçarem juntos e no palco, eles recordam sobre os dias em que viviam felizes e então, ambos deixam o palco.
A cena final da ópera está me torno da casa do casal, onde Dinah está colocando o jantar na mesa e Sam em pé, na porta da frente, temendo a noite. Ele finalmente entra e canta , após isso vê-se os dois na sala, onde Dinah está a tricotar e Sam lendo um jornal. Um retrato de uma família feliz, mas pode-se sentir uma tensão na sala.